# Emil Kostadinov
Emil Ljubčov Kostadinov (bug. Емил Любчов Костадинов) (Sofija, Bugarska, 12. kolovoza 1967.) je bivši bugarski nogometaš i nacionalni reprezentativac. Zajedno uz Hristu Stoičkova, Krasimira Balakova, Jordana Lečkova i Trifona Ivanova činio je okosnicu bugarske reprezentacije koja je osvojila četvrto mjesto na Svjetskom prvenstvu 1994. u SAD-u.

## Karijera

### Klupska karijera
Kostadinov je nogometnu karijeru započeo u CSKA Sofiji gdje su mu suigrači u napadu bili Hristo Stoičkov i Ljuboslav Penev. S klubom je osvojio po tri nacionalna prvenstva i kupa te je s njime igrao i u polufinalu Kupa pobjednika kupova.
1990. godine kupuje ga Porto s kojim je dva puta bio portugalski prvak te je bio popularan među tamošnjim navijačima. Nakon kraćeg razdoblja u Deportivo La Coruñi, Kostadinov prelazi u Bayern München s kojim je 1996. godine osvojio Kup UEFA. U uzvratnoj utakmici na gostovanju kod francuskog Bordeauxa, Emil je zabio gol u 3:1 pobjedi bavarske momčadi i konačnoj potvrdi naslova europskog prvaka.
Poslije tog uspjeha igrač prelazi u turski Fenerbahče za koji je nastupao jednu sezonu nakon čega se 1997. vrača u CSKA Sofiju. Jedno vrijeme bio je i član meksičkog UANL Tigresa dok je karijeru prekinuo 2000. godine u njemačkom Mainzu 05.

### Reprezentativna karijera
Emil Kostadinov je za Bugarsku igrao od 1988. do 1998. Njegova dva najznačajnija reprezentativna pogotka bila su u posljednjoj utakmici kvalifikacija za Svjetsko prvenstvo 1994. u SAD. U gostujućoj utakmici protiv Francuske u Parizu, Kostadinov je zabio oba pogotka za konačnu pobjedu gostiju od 2:1. Time se Bugarska plasirala na Mundijal dok su Tricolori doživjeli debakl zbog neplasmana. Drugi pogodak na utakmici zabio je u posljednjoj sekundi te se pokazao bitnim jer je u slučaju remija Bugarska mogla ispasti a Francuska se kvalificirati kao druga u skupini.
Na samom Svjetskom prvenstvu, Bugarska je priredila iznenađenje osvojivši četvrto mjesto a Kostadinov je odigrao svih sedam utakmica u prvom sastavu.
S reprezentacijom je igrao još na EURU 1996. i Svjetskom prvenstvu 1998. na kojem je zabio počasni pogodak u 6:1 porazu protiv Španjolske. To mu je ujedno bila i posljednja utakmica u nacionalnom dresu.

## Osvojeni trofeji

### Klupski trofeji
| Klub           | Trofej                | Godina    |
| Bugarska       | Bugarska              | Bugarska  |
| -------------- | --------------------- | --------- |
| CSKA Sofija    | Bugarsko prvenstvo    | 1986./87. |
| CSKA Sofija    | Bugarski kup          | 1987.     |
| CSKA Sofija    | Bugarski kup          | 1988.     |
| CSKA Sofija    | Bugarsko prvenstvo    | 1988./89. |
| CSKA Sofija    | Bugarski kup          | 1989.     |
| CSKA Sofija    | Bugarsko prvenstvo    | 1989./90. |
| Portugal       |                       |           |
| Porto          | Portugalski kup       | 1991.     |
| Porto          | Portugalsko prvenstvo | 1991./92. |
| Porto          | Portugalsko prvenstvo | 1992./93. |
| Njemačka       |                       |           |
| Bayern München | Kup UEFA              | 1996.     |

### Individualni trofeji
| Trofej                    | Godina |
| ------------------------- | ------ |
| Bugarski nogometaš godine | 1993.  |

## Vanjske poveznice
- National Football Teams.com